# Indoevropski jeziki
Izraz indoevropski jeziki označuje jezike, razširjene od Evrope do Indije. Razvili so se iz indoevropskega prajezika.
Dandanes so indoevropski jeziki najbolj razširjeni jeziki sveta. Imajo okoli tri milijarde govorcev na vseh celinah,  s čimer so največja jezikovna družina na svetu. Takšni razširjenosti botrujejo predvsem geografski, politični in gospodarski razlogi, ki so spodbudili razširitev Evropejcev in njihovega načina življenja po svetu. Najbolj prelomen dogodek v tem pogledu je odkritje Amerike leta 1492.
V pisnih virih so indoevropski jeziki izpričani od železne dobe dalje v obliki anatolskih jezikov in mikenske grščine. Poleg afro-azijskih jezikov imajo tako najdaljšo zgodovino pisnih virov.
Vsi jeziki v Evropi niso indoevropskega izvora: baskovski (potomec staroselskega predindoevropskega jezika), malteški (afro-azijski jezik), uralski jeziki (npr. madžarski, finski, estonski, livijski, laponski, karelski), altajski jeziki (npr. turški, gagauški, karaimski, krimski tatarski, urumski).

## Jezikovne skupine
Indoevropska jezikovna družina vključuje naslednje skupine:
Satemski jeziki:
- indoiranski jeziki
- slovanski jeziki
- baltski jeziki
- armenski jezik
- albanski jezik

Kentumski jeziki:
- germanski jeziki
- italski (vključujejo romanske jezike)
- keltski jeziki
- anatolski jeziki (izumrli)
- toharska jezika (izumrla)
- venetski jezik (izumrl)
- grški jezik

Poleg navedenih skupin spadajo v indoevropsko družino še nekateri skromno izpričani antični jeziki, kot so frigijski, mesapski, ilirski, tračanski in staromakedonski jezik, o katerih je na voljo le toliko virov, da jih lahko zanesljivo uvrstimo med indoevropske jezike.

## Razvoj

### Prajezik
Indoevropski prajezik kot hipotetični prednik današnjih indoevropskih jezikov ni neposredno izpričan v pisnih virih, temveč je rekonstruiran s primerjalno metodo v zgodovinskem jezikoslovju, jezikovno rekonstrukcijo pa dopolnjujejo izsledki arheologije in arheogenetike.
Glede njegove zemljepisne lokalizacije in časovne razmejitve obstaja več hipotez, na podlagi rekonstruiranega skupnega besedišča in arheoloških dokazov pa je bila najširše sprejeta kurganska ali pontsko-kaspijska hipoteza. Po slednji se je indoevropski prajezik najverjetneje govoril v obdobju med 4500 pr. n. št. - 2500 pr. n. št. v črnomorsko-kaspijskih stepah Ukrajine in južne Rusije. Pri časovni razmejitvi indoevropskega prajezika je odločilnega pomena obstoj skupne besede za udomačenega konja ter besedišča v zvezi s kolesi, vozovi in volnenimi tkaninami.
Najkasneje do sredine 3. tisočletja pr. n. št. je prajezik razpadel v posamezna narečja, iz katerih so se razvile kasnejše skupine indoevropskih jezikov. Ljudstva, ki so govorila različna narečja indoevropskega prajezika, so se v več valovih selila proti zahodu, vzhodu in jugovzhodu. Z jezikoslovno primerjalno metodo so bile ugotovljene približne časovne meje, po katerih naj bi se izoblikovale posamezne skupine kasnejših indoevropskih jezikov. Splošno sprejeto mnenje je, da se je od prajezikovne skupnosti najprej (verjetno še pred 3500 pr. n. št.) ločil prednik anatolskih jezikov, za njim pa najverjetneje prednik toharščine. Prednik keltskih in italskih jezikov naj bi se odcepil pred 2500 pr. n. št., prednik grščine po tem mejniku, prednik indo-iranskih jezikov pa naj bi se oblikoval po 2000 pr. n. št. Tudi prednik baltskih in slovanskih jezikov naj bi se oblikoval nekako v 2. tisočletju pr. n. št. v gozdnatih območjih severovzhodne Evrope. Nejasno je, kdaj naj bi se odcepila pragermanščina, ki ima kot kentumski jezik veliko skupnih značilnosti tako z italo-keltsko kot z balto-slovansko vejo.

### Delitevkentum-satem
Posamezne skupine indoevropskih jezikov se tradicionalno delijo na kentumske in satemske. Delitev v ti dve veji je utemeljena glede na razvoj dorzalnih soglasnikov v rekonstruiranem indoevropskem prajeziku. Poimenovanje kentumski oziroma satemski prihaja od besede za števnik '100' v latinščini (centum) oziroma avestijščini (satəm). Obe besedi naj bi se razvili iz praindoevropske *ḱm̥tom v pomenu '100', pri čemer se je prvotni palatovelarni glas *ḱ v kentumskih skupinah razvil v mehkonebnik, v satemskih pa v sičnik.

V kentumsko vejo sodijo germanski, romanski, italski (vključujoč latinščino in sodobne romanske jezike), keltski in anatolski jeziki ter venetščina, grščina, in oba toharska jezika, v satemsko pa slovanski, baltski in indoiranski jeziki ter albanščina in armenščina.

### Primerjava značilnosti
Indoevropski jeziki se v tisočletnem razvoju močno spremenili. Prvotni indoevropski prajezik naj bi imel 8 sklonov, tri števila (ednino, dvojino in množino) ter 3 glagolske načine (tvornik, trpnik ter povratni srednik (medij)).
Stari jeziki, tako kentumski kot satemski, na primer stara grščina, latinščina in sanskrt, so si v oblikoslovju zelo podobni. Za vse tri jezike velja, da imajo veliko končnic, ki so jih današnji živi jeziki večinoma opustili ali poenostavili. Izjema so baltski in slovanski jeziki, ki še vedno veljajo za zelo sintetične (z veliko končnicami).